# 芸人キャノンボール
『芸人キャノンボール ～公道最速借り物レース～』（げいにんキャノンボール 〜こうどうさいそくかりものレース〜）シリーズは、2016年にTBS系にて放送されていた日本のバラエティ特番。正式タイトル『TV版 芸人キャノンボール 〜公道最速借り物レース〜』。

## 番組概要
アメリカ大陸横断レース、いわゆる『キャノンボール』システムをテレビ版に落とし込んだ番組。直接的なオマージュ元はカンパニー松尾によるアダルトビデオ作品『テレクラキャノンボール』である。
2016年1月1日に元日特番として放映され、同年8月24日に『水トク!』枠で第2弾が放映された（ただし19:00 - 21:54）。
2018年2月、東京・LOFT9 Shibuyaにて2タイトルを合わせた「朝まで見よう！初上映!! 芸人キャノンボール1.2上映会」として、上映イベントが行われた。

## ルール
- スタート地点でお題が発表され、芸人らが4チームに分かれて同時に別の車に乗り込み移動開始。
- それぞれが考えた場所でお題に見合った人を探し、制限時間内にチェックポイントへ向かう。チェックポイントに到着した順に着順ポイントが与えられる。ただし、その時点のチームメンバー全員が揃って初めて到着となるため、何らかの理由でメンバーが足りない場合は到着とはならない。
- チェックポイントでは連れてきた人同士が勝負。勝負の結果によって競技ポイントが与えられる。
- チェックポイントでの着順ポイントと連れてきた人の競技ポイント、そのほかボーナスポイントやステージごとの特別ポイントを合計した数値で勝敗が決まる。
- 優勝チームには100万円が与えられる。
- なお、各チームにはルールや下記のポイント配分が記された「ルールブック」が与えられるが、それらに書かれていない他チームへの妨害行為・工作（違法行為は除く、特におぎやはぎチーム）はすべて許容される[4]。

### ポイント配分
- 着順ポイント
  - 1位：4ポイント、2位：3ポイント、3位：2ポイント、4位：0ポイント、遅刻：-3ポイント（2016では-5ポイント）
- 競技ポイント
  - 1位：10ポイント、2位：5ポイント、3位：3ポイント、4位：0ポイント

- ボーナスポイント
  - 5ポイント
    - 金メダリスト

  - 3ポイント
    - 銀メダリスト、紅白出場（2016のみ）

  - 2ポイント
    - 銅メダリスト、議員

  - 1ポイント
    - 社長、80歳以上、兄弟か子供が5人以上いる、身長2m超、体重100kg超、整形している、年男年女（2016のみ）

## 第1弾（2016年1月1日）
芸人キャノンボール2016 〜公道最速借り物レース〜
出演者
- ジュニアチーム
  - 千原ジュニア（千原兄弟）：第2ステージ中で別仕事へ。
  - ケンドーコバヤシ：第1ステージ終了時点より参加。
  - 小峠英二（バイきんぐ）
  - レイザーラモンRG（レイザーラモン）
  - 使用車種 トヨタ・ヴェルファイア（2代目）

- ロンブーチーム
  - ロンドンブーツ1号2号〈田村淳・田村亮〉：淳は第2ステージ終了時点〜第3ステージ終了時点まで中座。
  - 出川哲朗
  - ウド鈴木（キャイ〜ン）：第3ステージ終了時点で別仕事へ。
  - 使用車種 ホンダ・ステップワゴン（5代目）

- 有吉チーム
  - 有吉弘行
  - カンニング竹山
  - 田中卓志（アンガールズ）
  - 狩野英孝
  - 使用車種 ホンダ・オデッセイ（5代目）

- おぎやはぎチーム
  - おぎやはぎ〈小木博明・矢作兼〉
  - 劇団ひとり：第3ステージ中で別仕事へ行く前に、ロンブーチームとジュニアチームのタイヤのホイールを外す妨害行為を行う。
  - バカリズム
  - 使用車種 トヨタ・アルファード（3代目）

進行：吉田明世（TBSアナウンサー）
ステージと競われたお題
- スタート地点
  - 静岡県御殿場市 富士松天望台
- 第1ステージ
  - 神奈川県横浜市西区 日本丸メモリアルパーク：とにかくにらめっこが強い人
スカウトした人と相手チームを衝立で仕切り、衝立が降りてから10秒で相手チームのうち何人を笑わせたかを競う。着順1位 VS 2位、3位 VS 4位で対決し、勝者で決勝を行う（予選敗退2チームは両者3位扱い）。
- 第2ステージ
  - 東京都台東区 上野恩賜公園野外ステージ：とにかく歌が上手い人
スカウトした人に1曲歌ってもらい、カラオケの精密採点で判定する。90点を超えた場合は超えた点数1点につき1ポイントのボーナスが与えられる。
- 第3ステージ
  - 東京都港区赤坂 TBSテレビ本社内スタジオ：とにかく辛いものが食える人
スカウトした人に名店が出す激辛料理を食べてもらう。1品を3分以内に完食出来ればクリア。全員一斉に挑戦し、どこまでクリアできたかを競う（3品目は早く食べきった順に上位）。
- 最終ステージ
  - 千葉県富津市 富津岬展望台：とにかく相撲が強い人
スカウトした者同士でガチ相撲を行う。1stステージ同様1位 VS 2位、3位 VS 4位のトーナメント制。

## 第2弾（2016年8月24日）
芸人キャノンボール2016 〜公道最速借り物レース〜 in Summer
出演者
- ジュニアチーム
  - 千原ジュニア（千原兄弟）： 第3ステージ終了時点で別仕事へ
  - FUJIWARA〈原西孝幸・藤本敏史〉
  - 宮川大輔
  - ケンドーコバヤシ：第2ステージ中から参加
  - 使用車種 トヨタ・ヴェルファイア（2代目）

- ロンブーチーム
  - ロンドンブーツ1号2号〈田村淳・田村亮〉
  - 出川哲朗
  - 田中卓志（アンガールズ）
  - 使用車種 ホンダ・ステップワゴン（5代目）

- 有吉チーム
  - 有吉弘行
  - カンニング竹山
  - 劇団ひとり
  - 小峠英二（バイきんぐ）
  - 使用車種 日産・セレナ（2代目）

- おぎやはぎチーム
  - おぎやはぎ〈小木博明・矢作兼〉
  - 日村勇紀（バナナマン）
  - バカリズム
  - 使用車種 トヨタ・アルファード（3代目）

進行：吉田明世（TBSアナウンサー）
ステージと競われたお題
- スタート地点・第1ステージ
  - 静岡県静岡市駿河区 SBS静岡放送本社：とにかくにらめっこが強い人
前回と同じルールで行われた。但し、スタート時のジャンケンで勝利した1チームだけ、地元のローカル番組で募集をかけることが出来る。
ジャンケンに負けたジュニアチームは静岡駅、ロンブーチームは静岡競輪場、おぎはやぎチームは用宗漁港に向かいスカウト活動をした。
- 第2ステージ
  - 神奈川県藤沢市 鵠沼海岸：とにかく騎馬戦が強い水着の女 (人数無制限)
4人で1騎を組み、組んだ騎馬達で騎馬戦を行う（尚、スカウトした女性には各チームカラーのリストバンドが事前に渡されている。他のチームから移動させる事も可能。）。先に相手を全滅させたチームの勝利。抽選で決定したトーナメントで対決する。
- 第3ステージ
  - 東京都江東区 ヴィーナスフォート：とにかく歌が上手い人
前回と同様。今回は特別ボーナスポイントとして、「ストリート（街でスカウトした人）」の場合3ポイント加算される。
- 最終ステージ
  - 埼玉県所沢市 西武プリンスドーム：とにかくホームランが打てる人（代打として複数名呼ぶことも可）
10球挑戦し、ホームラン1発につき5ポイント加算。なお、ボーナスポイントの加算は打席に立ち、1球打つことで初めて加算される。

## スタッフ
- ナレーション：銀河万丈
- 構成：大井洋一、田中淳也、興津豪乃
- TM：小澤義春（第2回）
- ロケ技術：スウィッシュ・ジャパン
- 照明：渋谷康治
- 音響効果：石川良則、沢井隆志
- 美術プロデューサー・デザイン：斎藤傑（第2回、第1回ではデザインのみ）
- 美術制作：高橋宏明、澁谷政史、桂誉和、藤本祐基（第2回）
- 装置：坂本進
- 電飾：阿部達也
- 装置操作：中尾了輔、石川清大
- メカシステム室：庄子泰広
- アクリル装飾：古川明音
- 装飾：田村健治
- 持道具：小松絵里子
- 衣装：岡崎貴子
- 化粧：高梨祐子
- TK：伊藤佳加
- 編集：関美幸
- MA：市川徹
- CG：ODD JOB
- 編成：辻有一、中島啓介（共に第2回）
- 宣伝：小山陽介
- 公開放送：松元裕二
- デスク：松崎由美
- AP：新貝元章、古川亜希子、菊池絢子、竹井晶子
- MP：中川通成（第2回）
- Special Thanks：カンパニー松尾
- ディレクター：田中良憲、水口健司、佐々木卓也、三枝浩史 / 田村裕之、須藤駿 / 柳信也、久野元嗣、村中良輔、杉本真宣、永井雄一、中村裕紀
- 演出・プロデューサー：藤井健太郎
- 製作著作：TBS

### 過去のスタッフ
- TM：丹野至之
- 美術プロデューサー：中西忠司
- 美術制作：川崎光紘、若林広
- 電飾：西田和正
- 装置システム：前野博幸
- 特殊効果：星野達哉
- 化粧：荒川瑠美
- 編成：福田健太郎（第1回）
- MP：渡辺英樹（第2回）
- ディレクター：高柳健人（第1回）